# کاروانسرای طاقی بزرگ
کاروانسرای طاقی بزرگ مربوط به دوره قاجار است و در رشت، خیابان شریعتی، کوچه بازار واقع شده و این اثر در تاریخ ۱۱ شهریور ۱۳۸۲ با شمارهٔ ثبت ۹۹۱۴ به‌عنوان یکی از آثار ملی ایران به ثبت رسیده است.